# ジュニア・文化シリーズ
ジュニア・文化シリーズ（ -ぶんか- ）は、NHK教育テレビで1980年4月9日から1982年4月2日まで放送された教育番組である。

## 概要
これまで放送されていた科学番組『みんなの科学』を発展解消する形で放送したもので、特に小中学生と高校生を視聴対象にして放送された。これまでの理科で取り上げる実験・観察だけでなく、民俗学、ドキュメンタリーの講義も行われていた。1982年3月をもって終了した。この形態を系譜する『ジュニア大全科』に移行した。

## 放送時間
- 月 - 金曜日 17:30 - 18:00

## 放送されたシリーズ
1980年度
- 月曜日「人間の記録」[1]
- 火曜日「自然のなぞ」[1]（NHK名古屋放送局製作）
- 水曜日「未来をひらく」[1]
- 木曜日「みんなの実験室」[1]
- 金曜日「世界の民族」[1]（NHK大阪放送局製作）

1981年度
- 月曜日「わが青春時代」
- 火曜日「自然のなぞ」（80年度から継続、名古屋製作）
- 水曜日「古代推理の旅」（大阪製作）
- 木曜日「サイエンスレーダー」
実験的な要素が殆どなくなり、科学技術の最新情報を伝える番組となった。宮崎緑がアシスタント役をした。
- 金曜日「人間の知恵」